# Fenrisulf
Fenrir (ili Fenrisulfr, Vuk Fenrira, Fenris) je po nordijskoj mitologiji mitološko biće - vuk, sin Lokija i Angrboðe. 
Fenrir je okovan od bogova, no narast će i postati prevelik za okove, a onda će ubiti Odina za vrijeme Ragnaröka. Kad potpuno naraste, gornja čeljust dodirivat će mu nebo, a donja zemlju. Nakon što ubije Odina, Odinov sin, Vidar, ubit će Fenrira tako da će ga ili ubosti u srce ili mu otkinuti čeljusti.